# Burning Up (singel Madonny)
Burning Up – utwór muzyczny amerykańskiej piosenkarki popowej Madonny, pochodzący z jej debiutanckiego albumu studyjnego Madonna z 1983 roku. 9 marca 1983 roku został wydany przez wytwórnię Sire Records na drugim promującym go singlu.
Utwór otrzymał mieszane recenzje od współczesnych krytyków i autorów, którzy zauważyli ciemniejszą kompozycję piosenki, jednocześnie chwaląc jej taneczne rytmy. Singiel nie odniósł sukcesu komercyjnego w żadnym innym kraju, z wyjątkiem tanecznej listy przebojów w Stanach Zjednoczonych, gdzie zajął najwyższą pozycję trzykrotnie, oraz australijskich list przebojów, gdzie był hitem w pierwszej dwudziestce.
Piosenka była wykonywana podczas trasy The Virgin w 1985 roku. Nagranie nie pojawiło się na VHS Live: The Virgin Tour, gdyż Madonna nie była zadowolona ze swojego wokalu

## Teledysk
Teledysk do tego utworu został nakręcony w marcu 1983 roku, zadziwiał laserami oraz tworzył surrealistyczny klimat. Wideoklip przedstawia zmysłowo pełznącą po szosie Madonnę, zakutą w ciężkie łańcuchy. Z naprzeciwka jedzie mężczyzna w niebieskim kabriolecie. W końcowej scenie kierowca znika, a Madonna siedzi triumfalnie na miejscu kierowcy. Rolę kierowcy zagrał kochanek Madonny – Kenny Compton.

## Notowania
| Terytorium        | Notowanie                 | Pozycja |
| ----------------- | ------------------------- | ------- |
| Stany Zjednoczone | Hot Dance Music/Club Play | 3       |
| Australia         | nieznana                  | 13      |